# Caso Sobornos 2012-2016
El caso Sobornos 2012-2016  hace referencia a los procesos penales con sentencia ejecutoriada que continuaron a una investigación sobre actos de corrupción en Ecuador.Este caso fue catalogado por los procesados, sus defensores y personalidades de otros países como un caso de guerra jurídica (lawfare), ya que, entre otras observaciones, importantes dirigentes y funcionarios de la Revolución Ciudadana han sido sentenciados por cohecho días antes de la inscripción de las candidaturaspara las elecciones generales de 2021. En 2024 Wilman Teran, uno de los jueces de este caso, afirmó que fue presionado por fiscalía para dar esa sentencia. El caso fue inicialmente denominado como «caso Arroz Verde, trama Arroz Verde, y Receta de Arroz Verde 502»
El origen de esta investigación se dio tras una publicación en los portales digitales Mil Hojas y La Fuente, en los cuales se reveló un cuaderno escrito por Pamela Martínez Loayza (el cuaderno fue escrito años después de los hechos juzgados), exasesora de Rafael Correa durante su gobierno, y se presentó un correo electrónico con un documento adjunto titulado Receta de Arroz Verde 502. Estas evidencias contienen información sobre aportes de varias empresas multinacionales, incluida la constructora Odebrecht, al movimiento Alianza PAIS, luego renombrado como MOVER (disuelto en enero de 2024), entregados durante la campaña para las elecciones seccionales de 2014.

## Historia
Luego de ganar con el movimiento Alianza PAÍS en las elecciones presidenciales de 2006, Rafael Correa  inició su primer período de gobierno en 2007 y concluyó tras dos años, en 2009, luego de la aprobación de la «Constitución de Montecristi». La otrora recién aprobada carta magna establecía un período de transición en el Ejecutivo que debía culminar con el desarrollo de nuevas elecciones generales. Correa, en binomio con Lenin Moreno, ganaron su reelección en las elecciones de 2009, cuyo período finalizó en 2013. La Constitución de 2008 establecía en su texto original que sería válida la reelección presidencial por una sola ocasión, sin embargo, no se encontraba dentro del cómputo para Correa su elección en 2006 para el período 2007-2009, ya que esta elección fue anterior a la promulgación de la Constitución. Es por tal que Correa anunció su nueva postulación para las elecciones presidenciales de 2013, en binomio con Jorge Glas, en la que obtuvo su reelección como presidente del Ecuador para el período 2013-2017.   
En diciembre de 2015, al final del período de gobierno 2013-2017 de Correa, la Asamblea Nacional aprobó un paquete de enmiendas constitucionales el 3 de diciembre con lo que se modificó el texto original de la carta magna, permitiendo entre otras cosas, la posibilidad para la reelección indefinida. Sin embargo, dichas enmiendas no afectarían a las posteriores elecciones de 2017, debido a una restricción en una disposición transitoria. Aunque posteriormente se hizo una campaña de recolección de firmas para proponer una reforma para dicha transitoria y habilitar la reelección de Correa, el propio Correa rechazó dicha pretensión, por lo que su partido optó por el binomio Moreno/Glas para las elecciones de 2017.    
Lenin Moreno -sucesor de Correa como líder de Alianza País- en binomio con Jorge Glas, ganaron la presidencia y vicepresidencia de la República respectivamente. Sin embargo, desde el inicio del gobierno de Moreno empezó a haber distanciamiento entre Correa y el nuevo presidente. Al pasar de los meses, hubo una ruptura definitiva entre Correa -quien se radicó en Bélgica- y Moreno, a tal punto en que se permitió el procesamiento político y judicial de Jorge Glas, quien fue sentenciado por la justicia ecuatoriana a prisión por actos de corrupción en el caso Odebrecht, así como la vinculación de varios otros funcionarios del gobierno de Correa a otras investigaciones.

## Investigación

### Antecedentes
El 3 de mayo de 2019, el portal digital Mil Hojas publicó un artículo denominado Odebrecht y otras multinacionales pusieron presidente en Ecuador de autoría de Fernando Villavicencio y Christian Zurita. Dicho artículo mostraba una investigación a partir de un correo electrónico recibido por Pamela Martínez Loayza, y cuyo presunto remitente era Geraldo Luiz Pereira de Souza -encargado de la administración y finanzas de la constructora Odebrecht en el país- en la cual constaba adjunto un documento titulado Receta de Arroz Verde 502, en el que se detallaban presuntos varios aportes al movimiento Alianza País por empresas multinacionales como la constructora Norberto Odebrecht, SK Engineering & Construction, Sinohydro Corporation, Grupo Azul, Telconet, China International Water & Electric Corp-CWE.
Los aportes de estas empresas a Alianza País -según el reportaje de Villavicencio y Zurita- fueron realizadas entre noviembre de 2013 y febrero de 2014. Los principales involucrados en las negociaciones, recaudaciones y gestión de los aportes voluntarios fueron el exvicepresidente Jorge Glas, el extitular de SENAGUA Walter Solís Valarezo, la exministra María de los Ángeles Duarte, y los exasesores o exasistentes de la presidencia de la República durante el correísmo María Augusta Enríquez Argudo (señalada en la investigación como persona muy cercana Vinicio Alvarado), Laura Terán Betancourt, Victoria Andrade y María Pamela Martínez Loayza, quien también fue exjueza de la Corte Constitucional.
En total, según la investigación periodística, la suma de las aportaciones voluntarias de las multinacionales ascendería a 11,6 millones de dólares, aunque la proyección total pudo ser de 14,1 millones. La finalidad de los aportes, según el reportaje, eran apoyar la campaña electoral del binomio Correa-Glas.

### Investigación previa
El sábado 4 de mayo de 2019, la Fiscalía General del Estado emitió un comunicado oficial con número 006-DC-2019 en donde se informaba a la ciudadanía de que se había iniciado una investigación previa luego de haber recibido un parte policial en el que se narraba la existencia del reportaje periodístico publicado en el portal digital Mil Hojas titulado "Odebrecht y otras multinacionales pusieron presidente en Ecuador." La investigación previa se aperturó por los delitos de cohecho, tráfico de influencias, delincuencia organizada y lavado de activos, con la finalidad de indagar sobre la existencia de aquella estructura relatada por el reportaje y que estuviese conformada por funcionarios públicos y personas jurídicas privadas, quienes habrían mantenido relaciones contractuales con el Estado.
Además, se comunicó que, debido a que una de las sospechosas dentro de la investigación pretendía abandonar el país, la doctora Diana Salazar Méndez, fiscal general, impulsó la solicitud de prácticas de diligencias con la finalidad de precautelar e impedir la evasión de la justicia. Se trataba de María Pamela Martínez Loayza, quien fue detenida para investigaciones en el aeropuerto José Joaquín de Olmedo de Guayaquil, desde donde pretendía viajar con destino a México. Martínez fue llevada hasta la sede de la Fiscalía para que rinda su versión libre y voluntaria, y luego fue conducida hasta Unidad de Flagrancia de Quito a la espera de que dentro de las 24 horas posteriores a su detención se emita una orden de prisión preventiva.
La Fiscalía comunicó además que -con el apoyo de la Policía Nacional- se realizaron varios allanamientos en la madrugada del domingo 5 de junio a cuatro inmuebles (dos empresas y dos viviendas) en Quito y tres (una empresa, una vivienda y un estudio jurídico) en Guayaquil.

### Formulación de cargos
El 5 de mayo de 2019, se desarrolló la audiencia de formulación de cargos en la Unidad de Flagrancia de Quito. En la audiencia la Fiscalía General del Estado presentó una serie de elementos de convicción, y formulaba cargos contra las ciudadanas Pamela Martínez y Laura Terán Betancourt. La exjueza Martínez aseguró durante la audiencia que la información dada por la Fiscalía -órgano a quien también calificó de parcializado- estaba errada; y, aclaró que el dinero que ella poseía fue producto de sus pagos institucionales, y que nunca tuvo que ver con los presuntos aportes de campaña; además señaló nunca ejerció ningún cargo, ni fue afiliada ni tesorera de Alianza País.
El juez David Lasso dispuso la prisión preventiva en contra de Martínez y Terán, por su presunta participación en los delitos de asociación ilícita, cohecho y tráfico de influencias, en concurso real de infracciones; y, con ello inició el proceso penal, en etapa de instrucción fiscal.

## Instrucción fiscal

### Actores procesados
Tras la audiencia de formulación de cargos, se inició formalmente el proceso penal en contra de la exjueza de la Corte Constitucional y exasesora de la Presidencia bajo el gobierno de Rafael Correa, María Pamela Martínez Loayza; y, su exasistente Laura Terán Betancourt. Ambas fueron trasladadas desde Quito hasta el Centro de Rehabilitación Social de Mujeres de Cotopaxi, en la ciudad de Latacunga.
La instrucción fiscal contra Pamela Martínez y Laura Terán generaron diversas reacciones, como la venia de la Corte Constitucional que aprobaba la investigación en torno al supuesto financiamiento fraudulento, manifestando a la vez su preocupación, ya que Martínez fue vicepresidenta de dicho órgano; el abogado Eduardo Franco Loor, procurador del exvicepresidente Jorge Glas, negó todo vínculo de su defendido con Martínez y rechazó la posibilidad de que Glas no haya sido tesorero de esa campaña. El esposo de Martínez, el abogado Jimmy Salazar (presidente de Colegio de Abogados del Guayas) negó la participación de su esposa en hechos delictivos y adjudicó todos estos hechos a una persecución política contra su familia; a su vez hubo descontento en contra de Diana Salazar por parte de varios de los agremiados a dicho Colegio de Abogados, y exigieron su renuncia, tanto por su dudosa gestión, posibles nexos con el caso, y por el contrato de arrendamiento que tenía el edificio sede del Colegio con la Corte Constitucional cuando Martínez fue vicepresidente de dicho órgano. La Contraloría General del Estado manifestó que iniciaría un examen del Consejo Nacional Electoral por los hechos suscitados.
El 8 de mayo de 2019, desde el Consejo Nacional Electoral, el vicepresidente de ese órgano Enrique Pita y el vocal Luis Verdesoto denunciaron que se habían encontrado indicios de doble contabilidad en los fondos de gastos de campaña del movimiento Alianza País en el año 2013 en la postulación del binomio Correa-Glas, esto luego de revisar la liquidación de fondos de campaña para dicho binomio, comprobantes de aportes y recepción de contribuciones; informes de cuentas; y, una resolución expedida por el otrora presidente del CNE Juan Pablo Pozo del 24 de abril de 2015, en donde cerró y archivó el proceso de cuentas de campaña. Pita y Verdesoto acotaron que Alianza País no registraron quiénes eran los donantes de esa campaña electoral, y que la agrupación política pudo haber recibido cerca de 11,6 millones de dólares estadounidenses.
Posteriormente, tras las evidencias aportadas para el caso, pues en el computador de Terán se halló un expediente con 63 mil archivos, que detallarían 15,5 millones de aportes irregulares, entre 2012 y 2016 para campañas electorales y demás actividades de la denominada Revolución Ciudadana. En julio del 2019 dispararon y dejaron una amenaza de muerte en la casa donde vive Laura Terán, exasistente del despacho de Rafael Correa, procesada por el caso denominado "Arroz Verde" o Sobornos 2012-2016. En el lugar se encontró una nota intimidatoria, con el mensaje: "los muertos no colaboran".
La declaración que involucra directamente a Rafael Correa y a Jorge Glas, se dio a cabo en junio de 2019. Rafael Correa ya tenía el estatus de prófugo por el caso del secuestro de Fernando Balda, y Jorge Glas, el estatus de preso por asociación ilícita desde 2017. Pamela Martínez testificó que, en fechas de campaña, el presidente le dispuso instrucciones para llevar un registro paralelo de las aportaciones y gastos de Alianza País. Fue en los cuadres, que Martínez vio deficiencias y déficits, por lo que informó al presidente, obteniendo como respuesta que consulte con el vicepresidente, el mismo que le dispuso esperar unos sobres que le llegarían en unos días y que debía dar a Alexis Mera. Los sobres que llegaron tenían dinero en efectivo directamente de Gerardo de Sousa.

## Delitos
De acuerdo con lo manifestado por la Fiscalía General del Estado, la formulación de cargos se basó en los siguientes delitos:
- Cohecho, tipificado en el Código Orgánico Integral Penal (COIP) en su artículo 280 sanciona con pena privativa de libertad a las personas que siendo servidores públicos (o que tengan potestad estatal en instituciones del Estado) que reciban o acepten -por su cuenta o por intermediarios- algún tipo de beneficio económico para sí o para otra persona, con la finalidad de hacer, omitir, agilitar, retardar o condicionar sus funciones. La pena que estipula el COIP para este tipo penal es de uno a tres años de privación de libertad; sin embargo, si el acto llega a cometerse y/o omitirse, la pena asciende de tres a cinco años de privación de libertad. Finalmente, si esta conducta es para cometer otro delito, la pena es de cinco a siete años de privación de libertad.
- Tráfico de influencias, tipificado en el artículo 285 del COIP sanciona con pena privativa de libertad a las personas que siendo servidores públicos (o que tengan potestad estatal en instituciones del Estado) que haciéndose valer de sus cargos -o de sus relaciones personales o jerárquicas- ejerzan influencias sobre otras personas con la finalidad de obtener un acto o resolución favorable a sus intereses o de terceros. La pena estipulada en el COIP para este tipo penal es de tres a cinco años de privación de libertad.
- Delincuencia organizada, tipificada en el COIP en el artículo 369 sanciona a las personas que formen grupos de dos o más personas que reiterada y permanentemente financien, direccionen o planifiquen actividades de una organización delictiva, con el objetivo de cometer más delitos con penas mayores de 5 años de prisión con ánimos de obtener beneficios económicos y/o materiales. La pena que estipula la norma penal es de siete a diez años de privación de libertad para el líder; mientras que los demás miembros de la organización tendrán una pena de cinco a siete años de privación de libertad.
- Lavado de activos, tipificado en el artículo 317 del COIP sanciona a las personas según varios parámetros. Si el monto no supera los cien salarios básicos la pena es de uno a tres años de privación de libertad; si el objetivo no fue la asociación para delinquir la pena va de cinco a siete años de prisión; si el monto supera los cien salarios básicos, o si tiene la finalidad de asociarse para delinquir sin constituir o utilizar compañías, o si se utiliza bancos, cooperativas de ahorro y crédito, aseguradoras, o instituciones públicas las penas es de cinco a siete años de prisión; por último, si el monto lavado supera los doscientos salarios básicos, se utilice o constituya compañías para asociarse y delinquir la pena va de diez a trece años.

## Críticas al proceso
Este proceso presentó algunas críticas por parte de la defensa:
- El cuaderno de Pamela Martínez apareció en su departamento después de un mes de su detención. Christian Viteri, uno de los procesados, indica que el cuaderno fue escrito en prisión y colocado en su departamento.[31] Luego, Martínez afirma que el cuaderno lo realizó por impulso durante un vuelo de media hora en 2018, varios años después de los eventos del caso.[32]Dicho cuaderno tiene la portada rota en la parte del código de barras, por lo que a simple vista no se puede ver la fecha de fabricación.[33]
- Los Archivos Verdes usados como evidencia, fueron encontrados en el computador de Laura Teran, años después de los eventos del caso. La defensa tenía datos que indicaban que los archivos fueron modificados entre los eventos del caso y el allanamiento. Los jueces no permitieron que se realizara un peritaje adicional por parte de un perito independiente.[34]
- Nunca permitieron que la defensa de los acusados interrogara a Pamela Martínez, quien solo dio un testimonio anticipado y sin juramento. [35]
- El testimonio de Conceiçao Santos se contradice con el que dio previamente en el caso Odebrech, donde afirmó que no contribuyó con dinero para las campañas.
- El juicio se dio durante la pandemia del COVID 19 donde todas las otras audiencias estaban suspendidas por la emergencia global y este era el único caso que estaba avanzando. Además obligaron a que el abogado de Correa,Fausto Jarrín, fuera a la audiencia de apelación  mientras estaba enfermo con COVID.[36]
- La casación se llevó a cabo pocos días antes de la posible inscripción de Rafael Correa como candidato, a pesar de que ese proceso suele demorar años en otros casos.
- Acusaron a Rafael Correa de haber recibido un préstamo de US$ 6000 de un fondo de empleados de la presidencia, el cual posteriormente pagó.
- Nunca se especificaron cuáles fueron los contratos que se otorgaron a cambio de dinero.
- A algunos procesados, como Rafael Correa y Jorge Glas, los acusaron por parte de la fiscalía de "autoría mediata por dominio de organización", pero los jueces los condenaron por influjo psíquico, un cargo del cual no pudieron defenderse.
- En la sentencia se muestra animadversión por parte de los jueces hacia los procesados.
- Hay observaciones del Relator Especial sobre la Independencia de los magistrados y abogados de Naciones Unidas, Sr. Diego García-Sayán, que indican que se dictó sentencia para evitar la participación de actores políticos.[2]

## Procesados
| Procesado                   | Cargos ocupado durante el delito | Condición de culpabilidad     | Pena de cárcel    | Situación Penal         | Ref.          |
| --------------------------- | --- | ----------------------------- | ----------------- | ----------------------- | ------------- |
| Rafael Correa               | Presidente del Ecuador (2007-2017) | Autor mediato por instigación | 8 años            | Prófugo                 |               |
| Jorge Glas                  | Vicepresidente del Ecuador (2013-2018) | Autor mediato por instigación | 8 años            | Cumpliendo condena      |               |
| Alexis Mera                 | Secretario Jurídico de la Presidencia (2007-2017) | Coautor                       | 8 años            | En prelibertad          | [ 37 ] [ 38 ] |
| María de los Ángeles Duarte | Ministra de Transporte y Obras Públicas (2010-2013) Ministra de Desarrollo Urbano y Vivienda (2015-2017)                                                                         | Coautora                      | 8 años            | Prófuga                 | [ 37 ]        |
| Walter Solís                | Secretario del Agua (2011-2015) | Coautor                       | 8 años            | Prófugo                 | [ 39 ]        |
| Vinicio Alvarado            | Secretario Nacional de la Administración Pública (2007-2013) (2014-2015) Ministro de Turismo (2013-2014) Ministro Coordinador de Producción, Empleo y Competitividad (2015-2017) | Coautor                       | 8 años            | Profugo                 | [ 40 ]        |
| Viviana Bonilla             | Candidata a la Alcaldía de Guayaquil (2014) | Coautora                      | 8 años            | Prófuga                 |               |
| Christian Viteri            | Asambleísta Nacional por provincia del Guayas (2013-2017) | Coautor                       | 8 años            | Prófugo                 |               |
| Pamela Martínez             | Asesora de la Presidencia Delegada de la Presidencia al Comité de Otorgamiento de Reconocimientos (2015) Vicepresidenta de la Corte Constitucional (2015-2018)                   | Coautora                      | 38 meses          | Bajo medidas cautelares | [ 41 ]        |
| Laura Terán                 | Asesora de Pamela Martínez | Cómplice                      | 19 meses y 6 días | Bajo medidas cautelares | [ 42 ]        |
| Alberto Hidalgo             | Representante de Hidalgo e Hidalgo Constructores (HeH) | Autor directo                 | 8 años            | Bajo medidas cautelares |               |
| Víctor Fontana              | Accionista de Constructora Fopeca | Autor directo                 | 8 años            | Bajo medidas cautelares | [ 43 ]        |
| Ramiro Galarza              | Gerente General de Construcciones y Servicios de Minería S.A. (Consermin) | Autor directo                 | 8 años            | Bajo medidas cautelares | </ref>        |
| Edgar Salas                 | Representante de Construcciones y Servicios de Minería S.A. (Consermin) | Autor directo                 | 8 años            | Bajo medidas cautelares | [ 45 ]        |
| Pedro Verduga               | Dueño de la Constructora Equitesa | Autor directo                 | 8 años            | Bajo medidas cautelares | [ 46 ]        |
| Bolívar Sánchez             | Representante de Gezhouba Group Company y Sanrib | Autor directo                 | 8 años            | Bajo medidas cautelares | [ 47 ]        |
| William Philips             | Representante del Grupo Azul | Autor directo                 | 8 años            | Bajo medidas cautelares |               |
| Rafael Córdova              | Representante de Mercantil Técnica Córdova (METCO) | Autor directo                 | 8 años            | Bajo medidas cautelares | [ 48 ]        |
| Teodoro Calle               | Representante de Técnica General de Construcciones (TGC) | Autor directo                 | 8 años            | Bajo medidas cautelares |               |
| Mateo Choi                  | Representante de SK Engineering & Construction | Autor directo                 | 8 años            | Bajo medidas cautelares |               |
| Yamil Massuh                | Asesor de María de los Ángeles Duarte | Inocente                      |                   |                         | [ 49 ]        |

Fuente: